# Jestetten
Jestetten est une commune du Bade-Wurtemberg (Allemagne), située dans l'arrondissement de Waldshut, dans le district de Fribourg-en-Brisgau.

## Géographie

### Situation géographique
Jestetten se trouve à l'extrême sud du Bade-Wurtemberg dans le Klettgau sur le Haut-Rhin à environ 6 km des chutes du Rhin.
Du fait de sa situation géographique, la commune de Jestetten est exceptionnelle en Allemagne : elle se trouve en effet avec les communes de Dettighofen et Lottstetten dans le "Jestetter Zipfel", un territoire entouré par la frontière suisse sur une longueur de 55 km et relié directement au reste de l'Allemagne par une unique route.

### Communes voisines
Au nord, la commune est limitrophe des communes suisses de Wilchingen, Neunkirch, Guntmadingen et Neuhausen am Rheinfall du canton de Schaffhouse, à l'est de celles de Laufen-Uhwiesen, Dachsen et Rheinau du canton de Zurich, alors qu'au sud et à l'ouest, elle est respectivement limitrophe des communes allemandes de Lottstetten et de Dettighofen.

### Composition de la commune
La commune de Jestetten, y compris l'ancienne commune indépendante d'Altenburg, se compose au total de neuf villages, de fermes isolées et de hameaux ainsi que de l'ancienne forteresse d'Edenburg.
Dans ses limites de 1972, la commune d'Altenburg comprenait le village d'Altenburg, le hameau d'Altenburg-Hardt, la gare ferroviaire d'Altenburg-Rheinau et le poste-frontière du pont de Rheinau-Altenburg sur le Rhin. L'ancienne commune de Jestetten comprenait quant à elle le village de Jestetten, les fermes de Flachshof et de Sonnenhof, les hameaux de Talmühle et de Wangental ainsi que le bureau de douane.
Sur le territoire de l'ancienne commune d'Altenburg se trouvent également les anciens villages – désertés au Moyen Âge – de Waldkirchen (non attesté avec certitude) et de Schwaben, alors que sur le territoire de l'ancienne commune de Jestetten se trouvent ceux de Guggenburg, Hofstetten, Gunzenried et Lochehof ainsi que l'ancienne forteresse de Tüsental.

## Histoire
La terrasse protégée formée par la grande boucle du Rhin autour du cloître de Rheinau, en amont des chutes du Rhin, a été très tôt déjà un site d'habitation privilégié. Les premières traces d'habitation remontent au Mésolithique. L'existence d'un site fortifié celtique, l'oppidum d'Altenburg-Rheinau, a été prouvée à la suite de recherches archéologiques. Altenburg est mentionné la première fois en 871 comme pago Chlegouwe in villa Altunbourch d'après une copie de 1126 du Cartular de Rheinau. D'autres mentions sont faites au cours des années 871, 892, 1049 et 1241 (Altinburch).
La première mention écrite de Jestetten date de l'année 871 en tant que villa que vocatur Jesteten ("village qui est appelé Jesteten"), qui faisait partie du landgraviat de Klettgau. En même temps que celui-ci, la commune rejoignit le Pays de Bade en 1806. Dans le château de Jetetten, aujourd'hui transformé en maison de retraite, résidaient autrefois les comtes de Sulz.
À cause du tracé compliqué de la frontière dans cette région, le territoire du "Jestetter Zipfel" devint un Zollausschlussgebiet (domaine d'exclusion de droit douanier) en 1840, réduisant ainsi la frontière à surveiller de 55 km à 6 km. Ce règlement fut en application jusqu'à 1935, offrant aux habitants du territoire un modeste bien-être, puisqu'ils pouvaient proposer leurs produits exempts de frais de douane aussi bien dans le Pays de Bade, c'est-à-dire en Allemagne, qu'en Suisse. Le développement de la contrebande avait pour l'essentiel lieu lors des temps de crise.
En outre, on trouve à Jestetten l'une des deux dernières gares des CFF situées en territoire allemand depuis que celle d'Altenburg-Rheinau a été fermée par les CFF en faveur d'un arrêt aux chutes du Rhin. La gare de Jestetten ne peut être atteinte qu'en passant par le territoire suisse, via la ligne Eglisau-Neuhausen, raison pour laquelle elle est desservie uniquement par les CFF, à leur tarif.
À la suite de la réforme des communes bade-wurtembourgeoises des années 1968-1975, Altenburg fut incorporée à la commune de Jestetten le 1er janvier 1973.

## Politique
La commune de Jestetten est le siège de l'Union de gestion communale de Jestetten à laquelle appartiennent aussi les communes de Dettighofen et Lottstetten.

### Conseil municipal
En plus du maire, qui officie en tant que président, le Conseil communal compte 18 membres qui se répartissent de la façon suivante après les élections municipales du 25 mai 2014 :
- CDU : 6 sièges
- FWV (Électeurs libres du Land du Bade-Wurtemberg) : 5 sièges
- SPD : 4 sièges
- Les Verts : 3 sièges

### Le maire
Depuis le 29 novembre 2005, le maire est Ira Sattler. Elle s'est imposée au premier tour du scrutin avec 71,8 % des voix face à trois adversaires. Elle a été réélue le 22 septembre 2013 au premier tour de scrutin avec 77,5 % des voix.

## Médias
Le journal monopolistique Südkurier (le "Courrier du Sud") est représenté à travers sa filiale Alb-Bote (le "Messager de l'Alb"). S'y ajoutent les journaux publicitaires WOM et Anzeiger Hochrhein (le "Bulletin du Haut-Rhin"). Hierzuland.info donne des informations en ligne sur la commune et ses environs.

## Enseignement
- École élémentaire et secondaire de Jestetten. Elle regroupe une annexe à Altenburg et un siège principal à Jestetten et compte environ 320 élèves, dont certains viennent de la Suisse voisine.

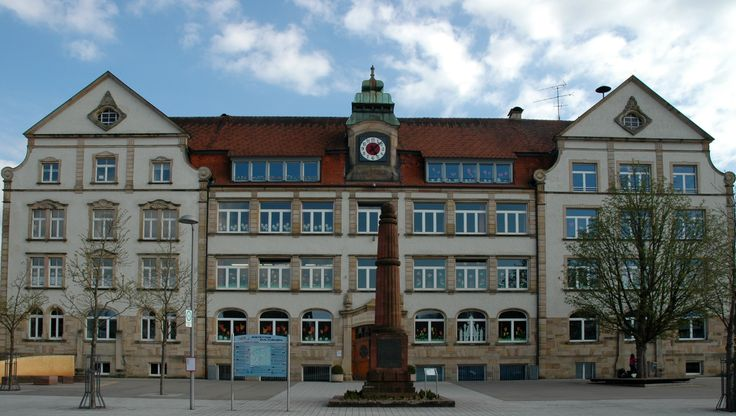
Vue frontale de l'école élémentaire et secondaire de Jestetten

- Collège de Jestetten. Ses 17 salles de classe ainsi que plusieurs salles d'apprentissage ont été utilisées pendant l'année scolaire 2012/13 par 452 élèves encadrés par 31 professeurs.

## Personnalités

### Fils et filles de la commune
- Konrad III, Mayer, de Jestetten, abbé du cloître de Rheinau de 1380 à 1404
- Siegfried Fricker (1907-1976), sculpteur
- Albert Fritz (né en 1947), cycliste
- Kolibri (Werner Blattmann) (né en 1951), peintre, graphiste, caricaturiste et illustrateur

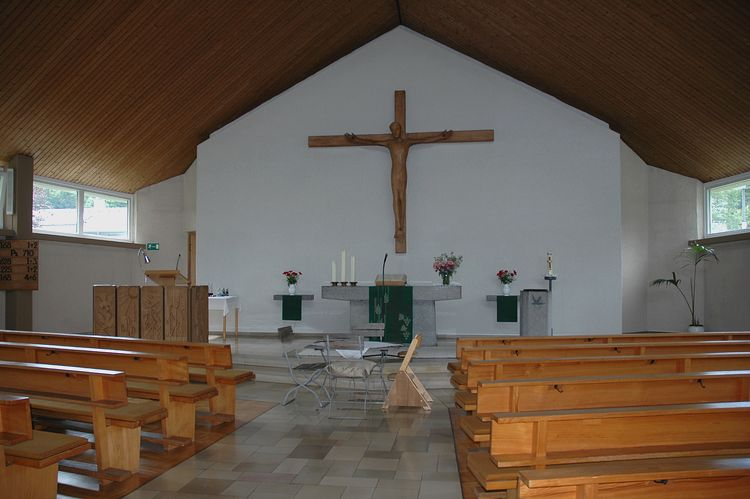
Vue de l'intérieur de l'église protestante Saint-Marc de Jestetten avec une croix d'autel de Siegfried Fricker et une chaire de Gerhart Rieber.

### Autres personnalités
- Sainte Hixta (autour de 830) : une chapelle dédiée à son nom a existé jusqu'en 1833 ; d'après la légende, il s'agirait d'une fille de Notburga von Bühl
- Johann Josef Auer (1666-1734), sculpteur
- Clément-Marie Hofbauer, prêtre et saint, actif dans la commune de 1802 à 1805
- Wilhelm Hug (1880-1966), forestier et homme politique du NSDAP qui a dirigé de 1923 à 1932 le service des eaux et forêts de Jestetten et était membre du comité civil de Jestetten
- Gerhart Rieber (1939-2005), sculpteur et tourneur
- Karin Rehbock-Zureich, née Zureich (en 1946), femme politique allemande membre de la SPD